# Лайош Фараго
Лайош Фараго (угор. Faragó Lajos, нар. 3 серпня 1932, Будапешт) — угорський футболіст, що грав на позиції воротаря.
Виступав, зокрема, за клуб «Гонвед», а також національну збірну Угорщини.

## Клубна кар'єра
У дорослому футболі дебютував 1955 року виступами за команду клубу «Гонвед», кольори якої і захищав протягом усієї своєї кар'єри гравця, що тривала дев'ять років.

## Виступи за збірну
У 1954 році дебютував в офіційних матчах у складі національної збірної Угорщини. Протягом кар'єри у національній команді, яка тривала 4 роки, провів у формі головної команди країни лише 7 матчів, пропустивши 8 голів.

## Титули і досягнення
- Бронзовий олімпійський призер: 1960